# Zračna luka Rijeka
Zračna luka Rijeka (ili Rijeka/Krk I.) je zračna luka civilnog zrakoplovstva. Nalazi se na otoku Krku, oko 1 km istočno od Omišlja. Od centra Rijeke, za čije je potrebe izgrađena, udaljena je oko 17 km zračnom linijom, odnosno oko 25 km cestom.
Pored sezonskih međunarodnih letova, s riječke zračne luke omogućeni su i letovi u domaćem zračnom prometu koje obavlja Trade Air i to za Osijek, Split i Dubrovnik.

## Osnovni podaci
Uzletno-sletna staza je dužine 2488 m i širine 45 m. Orijentirana je pravcem sjeverozapad-jugoistok (143°/323°, oznaka staze 14-32). Nadmorska visina je 85 m. Rulnice su širine 20 m. Podloga piste i rulnica je asfaltna. Platforma dimenzija 300×115 m je betonska i može istovremeno prihvatiti 5 zrakoplova.

Zračna luka Rijeka otvorena je za promet 2. svibnja 1970. godine. Registrirana je za prihvat i otpremu zrakoplova, putnika i robe u komercijalnom zračnom prijevozu i školovanje letačkog osoblja. Opremljena je za prihvat svih veličina zrakoplova. Zračna luka je predviđena za dnevno i noćno slijetanje, jer je opremljena sustavom za precizni prilaz i slijetanje I. kategorije. Zbog kratkih rulnica koje ne vode do početka/kraja piste, zračna luka ne može postići veliki satni kapacitet.

## Statistika prometa
Pogledajte izvor upita Wikidata i izvori.
| Godina | Putnika |
| ------ | ------- |
| 2010.  | 61 855  |
| 2011.  | 84 713  |
| 2012.  | 77 082  |
| 2013.  | 142 975 |
| 2014.  | 106 235 |
| 2015.  | 139 718 |
| 2016.  | 145 297 |
| 2017.  | 142 111 |
| 2018.  | 183 606 |
| 2019.  | 200 841 |
| 2020.  | 27 680  |
| 2021.  | 56 388  |

## Zrakoplovne tvrtke i odredišta
- Sve su linije sezonskog karaktera osim ako nije drukčije navedeno.

### Redovne linije
- Croatia Airlines (München),
- Germanwings (Stuttgart), (Berlin), (Köln - cjelogodišnja), (Düsseldorf), (Hamburg), (Hannover),
- Air Baltic (Riga),
- Nordica (Tallinn),
- Norwegian (Oslo),
- Ryanair (Stockholm-Skavsta), (Frankfurt od 28. ožujka 2018.),
- Trade Air (Osijek, Split, Dubrovnik - cjelogodišnja),
- Condor (Frankfurt od 6. svibnja 2018.),
- Transavia (Eindhoven od 5. srpnja 2018.)

### Izvanredne (»čarter«) linije
- Arkia Israel Airlines (Tel Aviv),
- Small planet Airlines (Varšava), (Wroclav),
- Primera Air (Gothenburg),
- Germania (Dresden),
- Czech Airlines (Košice),
- Bulgaria Air (Sofia), (Varna).

## Vanjske poveznice
- Službena stranica  Arhivirana inačica izvorne stranice od 7. kolovoza 2007. (Wayback Machine)